# Bugonia
Bugonia ist eine Mystery- und Science-Fiction-Komödie von Giorgos Lanthimos. Der Film mit Emma Stone und Jesse Plemons in den Hauptrollen ist ein Remake der südkoreanischen Science-Fiction-Komödie Save the Green Planet! von Jang Joon-hwan. Der Film soll Ende August 2025 bei den Internationalen Filmfestspielen von Venedig seine Premiere feiern, wo er im Hauptwettbewerb um den Goldenen Löwen gezeigt wird. Der Kinostart in den USA und in Deutschland ist Ende Oktober 2025 geplant.

## Handlung
Zwei Verschwörungstheoretiker entführen eine einflussreiche Geschäftsführerin eines großen Unternehmens namens Michelle, weil sie fest davon überzeugt sind, dass es sich bei ihr um eine Außerirdische handelt, die die Erde zerstören will.

## Produktion

### Vorlage und Filmstab
Bei Bugonia handelt es sich um ein Remake der südkoreanischen Science-Fiction-Komödie Save the Green Planet! von Jang Joon-hwan aus dem Jahr 2003. In dem Film geht es um einen Mann, der glaubt, dass es sein Schicksal sei, die Erde vor einer herannahenden Alien-Invasion zu schützen.
Der Filmtitel „Bugonia“ stammt aus dem Griechischen und setzt sich aus den Wörtern „βοῦς“ (Ochse) und „γονή“ (Nachkommenschaft) zusammen, was wörtlich „Ochsengeburt“ oder „aus dem Rind geboren“ bedeutet. Die Bugonie bezieht sich auf einen antiken, im Mittelmeerraum verbreitete Glauben, dass Bienen  aus den Kadavern toter Tiere, insbesondere Ochsen, entstehen. In der Literatur der Römerzeit finden sich zahlreiche Erzählungen von diesem Vorgang der Urzeugung. Eine der berühmtesten stammt aus dem vierten Buch der Georgica von Vergil: „Plötzlich und wundersam zu erzählen – im ganzen Bauch, inmitten des geschmolzenen Fleisches der Ochsen, summten und schwärmten Bienen aus den aufgerissenen Seiten, zogen dann in riesigen Wolken hinterher, bis sie schließlich auf einer Baumkrone zusammenströmten und in Trauben von den sich biegenden Zweigen herabhingen.“ Die ausführliche und stark idealisierende Schilderung des Bienenstaates in Georgica diente Vergil als Gleichnis für die Herrschaft seines Dienstherrn Augustus. In Joon-hwans Film wird Kommissar Choo von Byeong-gus Hausbienen getötet, zerhackt und dem Hund zum Fraß vorgeworfen. 
Regie führte Giorgos Lanthimos. Das Originaldrehbuch von Joon-hwan wurde für Bugonia von Will Tracy überarbeitet. Er war zuletzt für Filme wie The Menu von Mark Mylod und Fernsehserien wie The Regime tätig. Der Filmschnitt übernahm wie bei Lanthimos' vorherigen Filmen Yorgos Mavropsaridis.

### Besetzung und Dreharbeiten

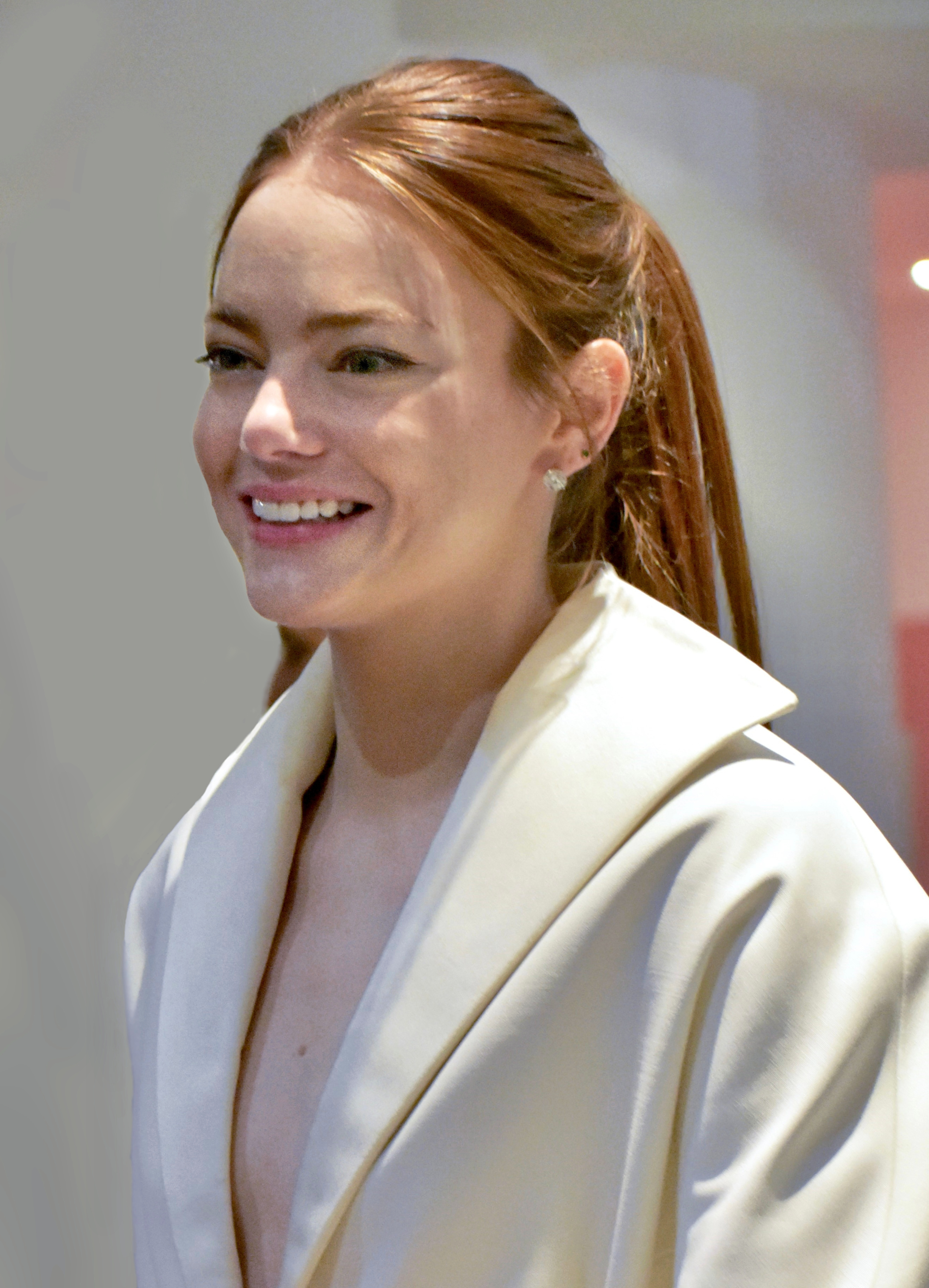
Der Regisseur arbeitete bereits das vierte Mal mit Emma Stone zusammen

Die Hauptrollen besetzte der Regisseur mit Emma Stone und Jesse Plemons. Sie spielen die Geschäftsführerin Michelle und ihren Entführer Teddy. Es ist das vierte Mal, dass die Oscar-Preisträgerin für Lanthimos vor der Kamera steht. Plemons spielte ebenfalls in Lanthimos' letztem Film Kinds of Kindness. In Nebenrollen sind Alicia Silverstone und der Comedian Stavros Halkias zu sehen. Das Casting übernahm Jennifer Venditti.
Die Dreharbeiten fanden von Anfang Juli bis Mitte September 2024 im Vereinigten Königreich und in den USA statt. Als Kameramann fungierte Robbie Ryan, mit dem Lanthimos seine letzten vier Filme drehte.

### Filmmusik, Marketing und Veröffentlichung
Die Filmmusik komponiert der britische Singer-Songwriter Jerskin Fendrix, mit dem Lanthimos bereits für Poor Things und Kinds of Kindness zusammenarbeitete.
Der erste Trailer wurde Ende Juni 2025 vorgestellt. Die Premiere des Films ist am 28. August 2025 bei den Internationalen Filmfestspielen von Venedig geplant, wo er im Hauptwettbewerb um den Goldenen Löwen gezeigt wird. Am 24. Oktober 2025 soll Bugonia in die US-amerikanischen und am 30. Oktober 2025 in die deutschen Kinos kommen.

## Auszeichnungen
Internationale Filmfestspiele von Venedig 2025
- Nominierung für den Goldenen Löwen